# Арцах
Арцах (јерм. Արցախ; Мали Сјуник, Орхистене по античким изворима) је историјска област на Закавказју, девета покрајина Јерменског краљевства, до 387. године када је подјељена између Персије и Римског царства, а персијски дио је припојен вазалној држави Кавкаској Албанији. Област у данашње вријеме покрива територију самопроглашене Нагорнокарабашке Републике и њене околине.

## Преисторија
Област Арцаха је у древно доба била насељена кавкаским аутохтоним племенима. Роберт Хесен је у свом раду указивао на то да је приликом присаједињења ове области Јерменском краљевству, становништво било већински иранског поријекла, а можда чак и није било индоевропско.. Исто тврди Камила Тревер, реномирани стручњак за историју ове области.

## Јерменско краљевство
Од почетка 2. вијека н. е. до 387. године Арцах је био у саставу Јерменског краљевства, на сјевероисточном дијелу државе, према тврњама неких грко-римских и старојерменских историчара и географа, просторала се до обала ријеке Куре..
У 1. вијеку п. н. е. Арцах је у документима био познат под називом Орхистен. Страбон помиње Орхистен као једну од јерменских покрајина. Јермнески краљ Тигран Велики је на простору Арцаха подигао град Тигранакерт — један од четири велика града из тога времена која су носила име по њему. Јерменски археолози су током истраживања открили да је град био насељен у старом и средњем вијеку, а рушевине су пронађене у околини Агдама. Према њиховим извјештајима, на простору рушевина су пронађени остаци утврђења, као и рушевина хришћанске базилике из 5—6. вијека, стотине предмета, слични онима у Јерменији. Град је постојао од 1. вијека п. н. е. до 13—14. вијека н. е.
Према Зоранамаку, у војску Јерменског краљевства у 4. или почетком 5. вијека н. е. је из Арцаха долазило хиљаду војника.
Јерменски историјачар из 5. вијека Егише пише да су након пораза у бици код Аварајра (451.) многи Јермени побунили против Персијанаца и да су бјежали у „непроходне земље Тмоника и густе шуме Арцаха”.
Површина Арцаха је око 11.528 km². У Ашхарацујцу („Јерменска географија”) из 9. вијека Арцах се помиње као девета од петнаест покрајина Јерменског краљевства.

## Употреба изразаАрцаху Нагорнокарабашкој Републици
Већи дио историјске области Арцах данас је под контролом самопроглашене Нагорнокарабашке Републике. По уставу Нагорнокарабашке Републике, називи Нагорнокарабашка Република и Република Арцах су једнаки.